# Драфт ВНБА 2019 года
Драфт ВНБА 2019 года прошёл 10 апреля, в среду, в Нью-Йорке, самом крупном городе США, в штаб-квартире Nike, недавно открывшемся вторичном офисе спортивного гиганта, который располагается в Мидтауне (боро Манхэттен). К участию в драфте были допущены игроки после окончания колледжа и игроки-иностранцы. Лотерея драфта состоялась 28 августа 2018 года, по результатам которой право выбора под первым номером получила команда «Лас-Вегас Эйсес», который был использован той на 21-летнюю Джеки Янг, защитника из университета Нотр-Дам. Первый раунд драфта транслировался на спортивном канале ESPN2 (в формате HD) в семь часов вечера по Североамериканскому восточному времени (EDT), а в то же время его второй и третий раунды были показаны на кабельном канале ESPNU на час позднее.
Всего же на этом драфте было выбрано 36 баскетболисток, из которых 27 из США, 3 из Испании (Майте Касорла и Мария Конде и Анхела Сальвадорес), по 2 из Австралии (Аланна Смит и Эзийода Магбигор) и Китая (Хань Сюй и Ли Юэжу) и по одной из Канады (Бриджет Карлтон) и Швеции (Риган Магарити).

## Легенда к драфту
|  | Выделены игроки, выбранные в Баскетбольный зал славы                      |
|  | Выделены участники Матча всех звёзд ВНБА и игроки сборной всех звёзд ВНБА |
|  | Выделены участники Матча всех звёзд ВНБА                                  |
|  | Выделены игроки сборной всех звёзд ВНБА                                   |
|  | Выделены игроки, не игравшие в ВНБА                                       |

## Лотерея драфта
Лотерея драфта была проведена 28 августа 2018 года, чтобы определить порядок выбора первой четвёрки команд предстоящего драфта, в студии развлечений НБА в городе Секокус (штат Нью-Джерси), которая транслировалась на спортивном кабельном канале ESPN2 в перерыве второго матча полуфинала ВНБА между командами «Вашингтон Мистикс» и «Атланта Дрим». Клуб «Лас-Вегас Эйсес» выиграл в ней право выбирать первой, в то время как «Нью-Йорк Либерти» и «Индиана Фивер» были удостоены второго и третьего выбора соответственно. Оставшиеся выборы первого раунда, а также все выборы второго и третьего раундов осуществлялись клубами в обратном порядке их итогового положения в регулярном чемпионате прошлого сезона.
В этой таблице показаны шансы четырёх худших команд прошлого сезона, не попавших в турнир плей-офф, которые боролись за шанс получить первый номер выбора на лотерее предстоящего драфта, округлённые до трёх знаков после запятой:
| Худшие команды прошлого сезона                                                             | Баланс побед и поражений четырёх худших команд прошлого сезона (двух последних сезонов) | Шансы на выигрыш первого номера драфта | Номер выбора на драфте | Номер выбора на драфте | Номер выбора на драфте | Номер выбора на драфте |
| Худшие команды прошлого сезона                                                             | Баланс побед и поражений четырёх худших команд прошлого сезона (двух последних сезонов) | Шансы на выигрыш первого номера драфта | 1-й                    | 2-й                    | 3-й                    | 4-й                    |
| ------------------------------------------------------------------------------------------ | --------------------------------------------------------------------------------------- | -------------------------------------- | ---------------------- | ---------------------- | ---------------------- | ---------------------- |
| Индиана Фивер                                                                              | 6—28 (15—53)                                                                            | 442                                    | 0,442                  | 0,316                  | 0,181                  | 0,062                  |
| Лас-Вегас Эйсес                                                                            | 14—20 (22—46)                                                                           | 276                                    | 0,276                  | 0,310                  | 0,270                  | 0,144                  |
| Чикаго Скай                                                                                | 13—21 (25—43)                                                                           | 178                                    | 0,178                  | 0,230                  | 0,317                  | 0,275                  |
| Нью-Йорк Либерти                                                                           | 7—27 (29—39)                                                                            | 104                                    | 0,104                  | 0,145                  | 0,232                  | 0,520                  |
| Примечание: Закрашенные сегменты таблицы обозначают фактические результаты лотереи драфта. |                                                                                         |                                        |                        |                        |                        |                        |

## Приглашённые игроки
9 апреля 2019 года на официальном сайте ВНБА был опубликован список из двенадцати игроков, специально приглашённых для участия в этом драфте:
| - Кристин Анигве (Калифорния) - Калани Браун (Бэйлор) - Нафиса Коллиер (Коннектикут) - Софи Каннингем (Миссури) | - Эйжа Дёрр (Луисвилл) - Меган Густафсон (Айова) - Тиэра Маккоуэн (Миссисипи Стэйт) - Арике Огунбовале (Нотр-Дам) | - Кэти Лу Самуэльсон (Коннектикут) - Аланна Смит (Стэнфорд) - Хань Сюй (Синьцзян) - Джеки Янг (Нотр-Дам). |

## Сделки
- 2 февраля 2018 года команда «Финикс Меркури» получила право выбора под 26-м номером драфта 2018 года и выбор во втором раунде драфта 2019 года от клуба «Лас-Вегас Эйсес» в обмен на Келси Боун[5]. В своё время «Эйсес», 9 мая 2017 года, когда они ещё назывались «Сан-Антонио Старз», получили этот выбор драфта от клуба «Индиана Фивер» в обмен на Джазмон Гватми[6].
- 6 марта 2018 года команда «Финикс Меркури» обменяла 20-й номер драфта 2019 года в дополнение к Даниэлле Робинсон на 12-й номер драфта 2018 года в клуб «Миннесота Линкс»[7].
- 12 апреля 2018 года на драфте 2018 года команда «Миннесота Линкс» выбрала Пак Чису и Калиа Лоуренс под 17-м и 24-м номерами соответственно, прежде чем обменяла обоих игроков в команду «Лас-Вегас Эйсес» в обмен на Джилл Барту, выбранную под 32-м номером драфта 2018 года и выбор во втором раунде драфта 2019 года[8].
- 12 апреля 2018 года клуб «Коннектикут Сан» обменял право выбора под 21-м номером драфта 2019 года в дополнение к 15-м номеру драфта 2018 года в обмен на Бриа Холмс в команду «Атланта Дрим»[9]. 9 июля 2018 года «Коннектикут Сан» вернули обратно себе этот выбор драфта вместе с Лейшиа Кларендон в обмен на Алекс Бентли[10].
- 23 июля 2018 года клуб «Вашингтон Мистикс» обменял право выбора под 22-м номером драфта 2019 года в команду «Даллас Уингз» в дополнение к Эриал Пауэрс в обмен на Тэйлер Хилл[11].
- 10 апреля 2019 года клуб «Атланта Дрим» обменял Брианну Тёрнер в команду «Финикс Меркури» в обмен на Мари Гюлих[12], а клуб «Миннесота Линкс» обменял Натишу Хайдман в команду «Коннектикут Сан» в обмен на Лекси Браун[13].

## Первый раунд

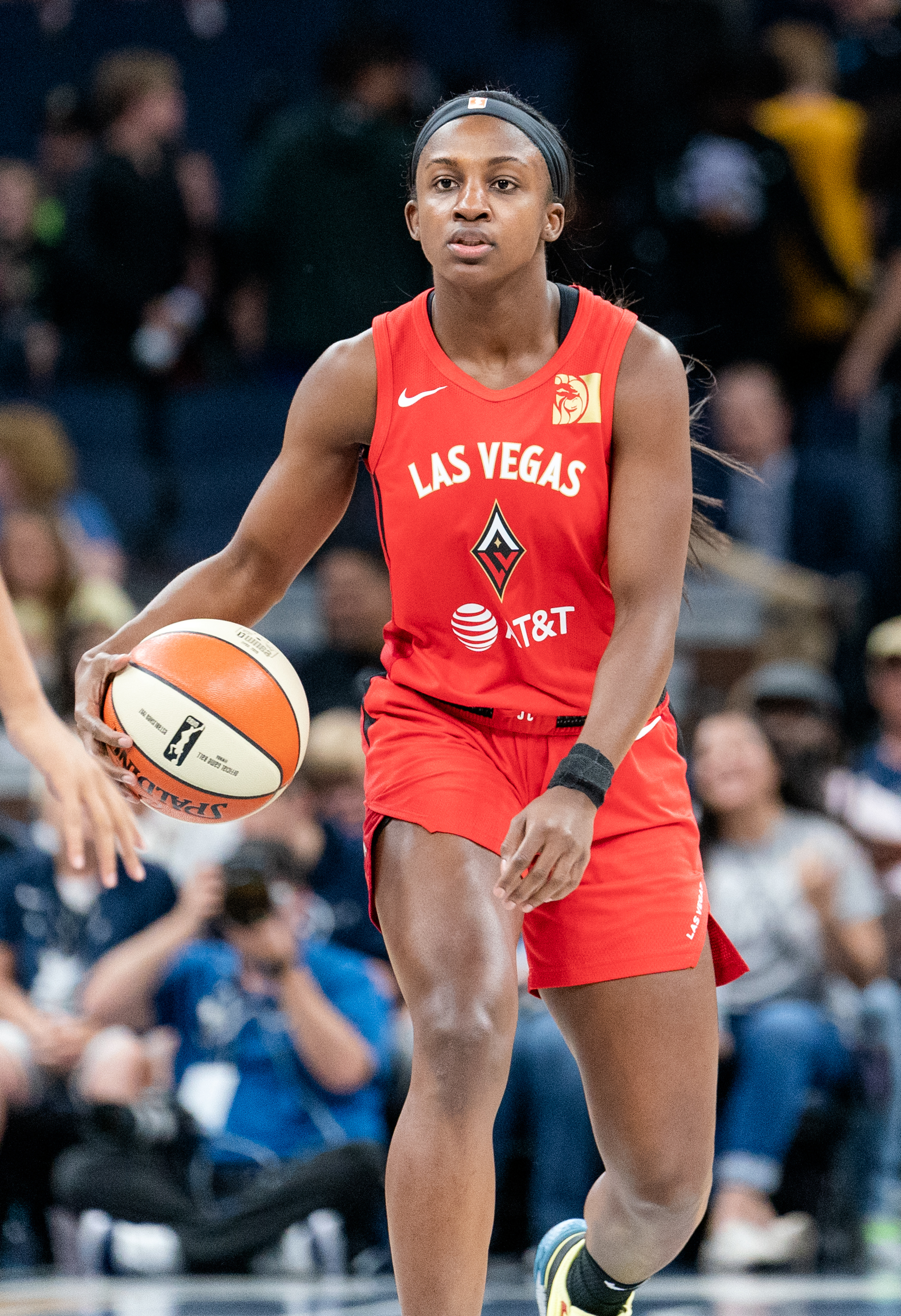
Джеки Янг, 1-й номер драфта

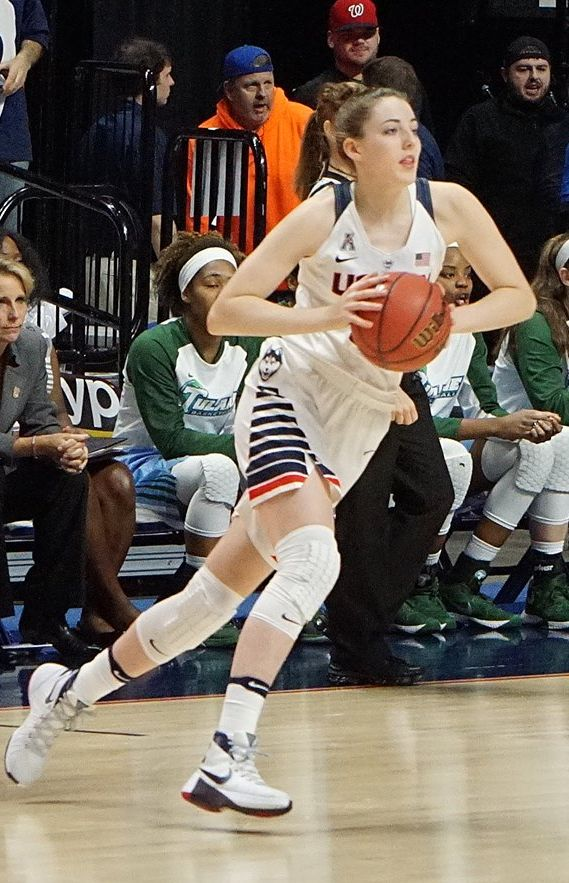
Кэти Лу Самуэльсон, 4-й номер драфта

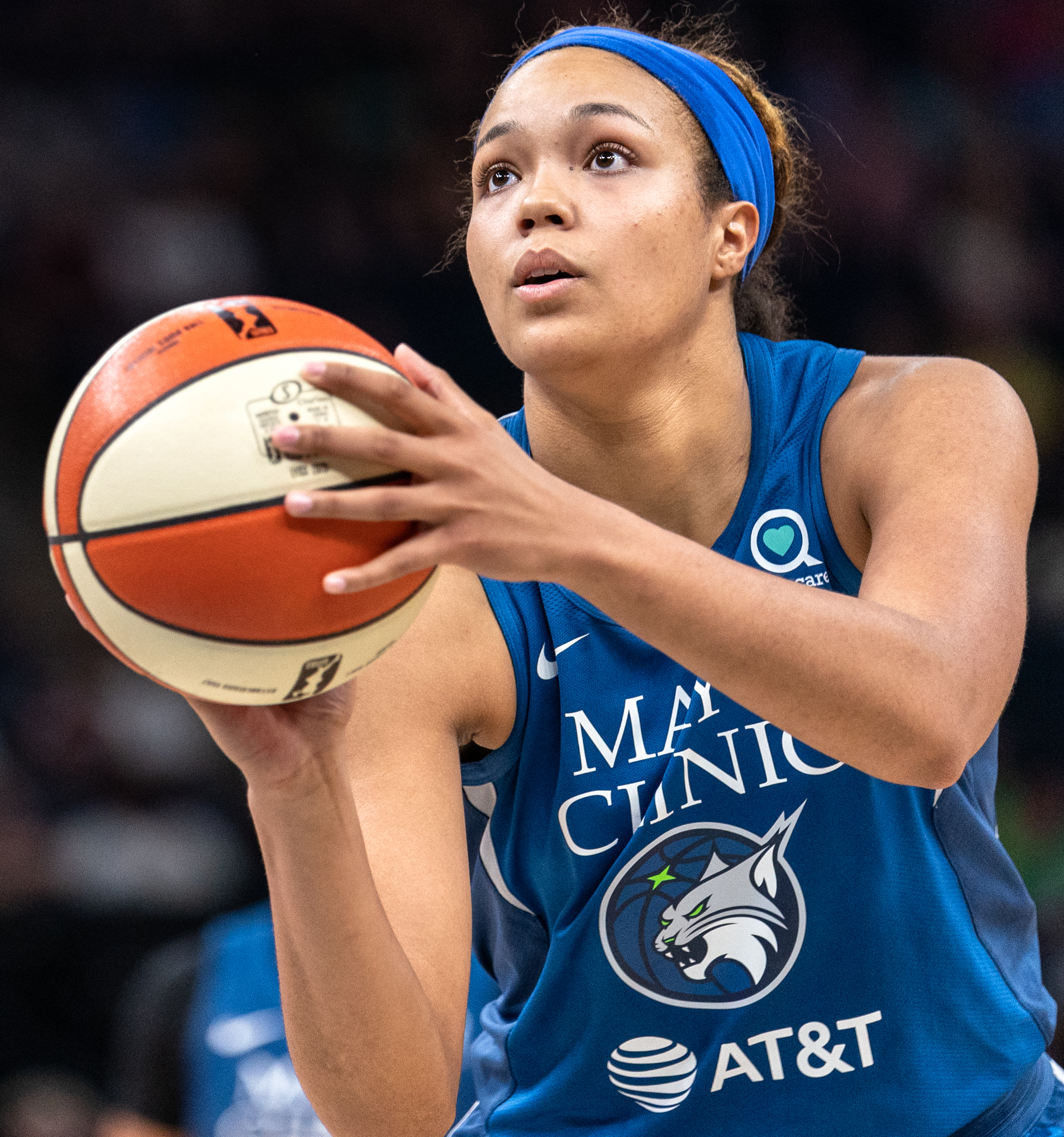
Нафиса Коллиер, 6-й номер драфта

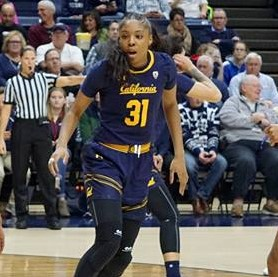
Кристин Анигве, 9-й номер драфта

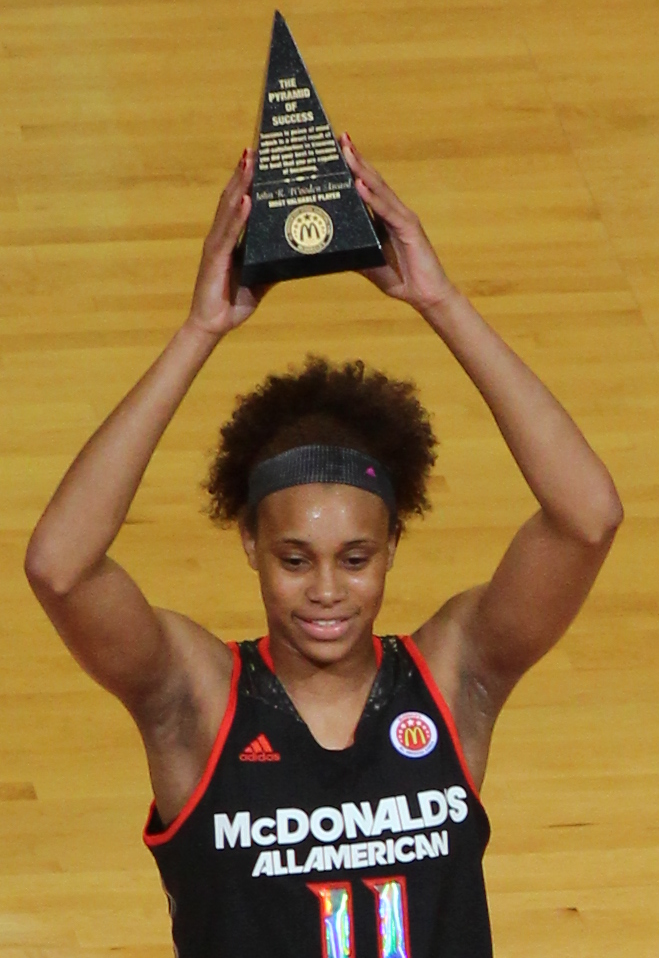
Брианна Тёрнер, 11-й номер драфта

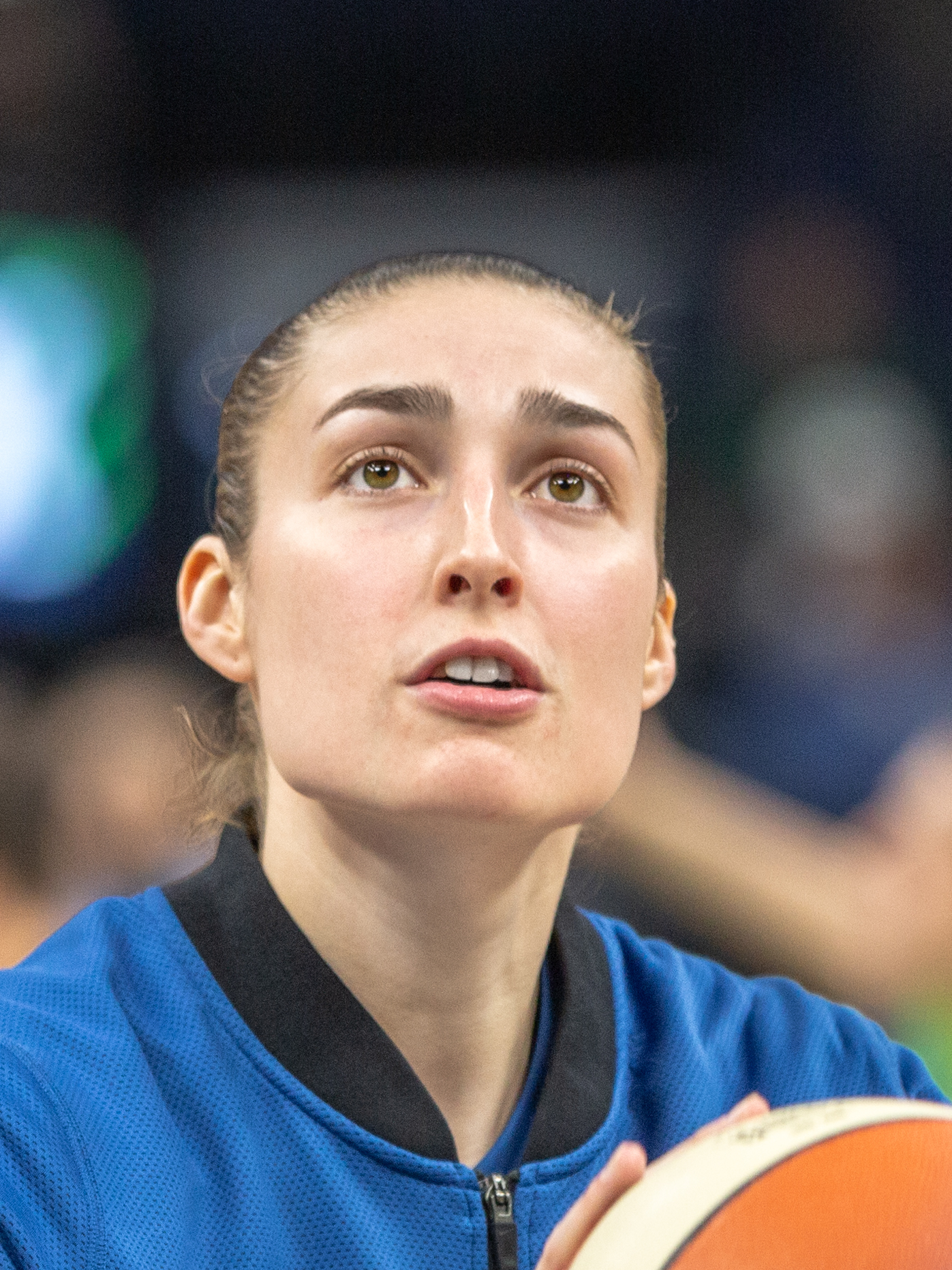
Джессика Шепард, 16-й номер драфта

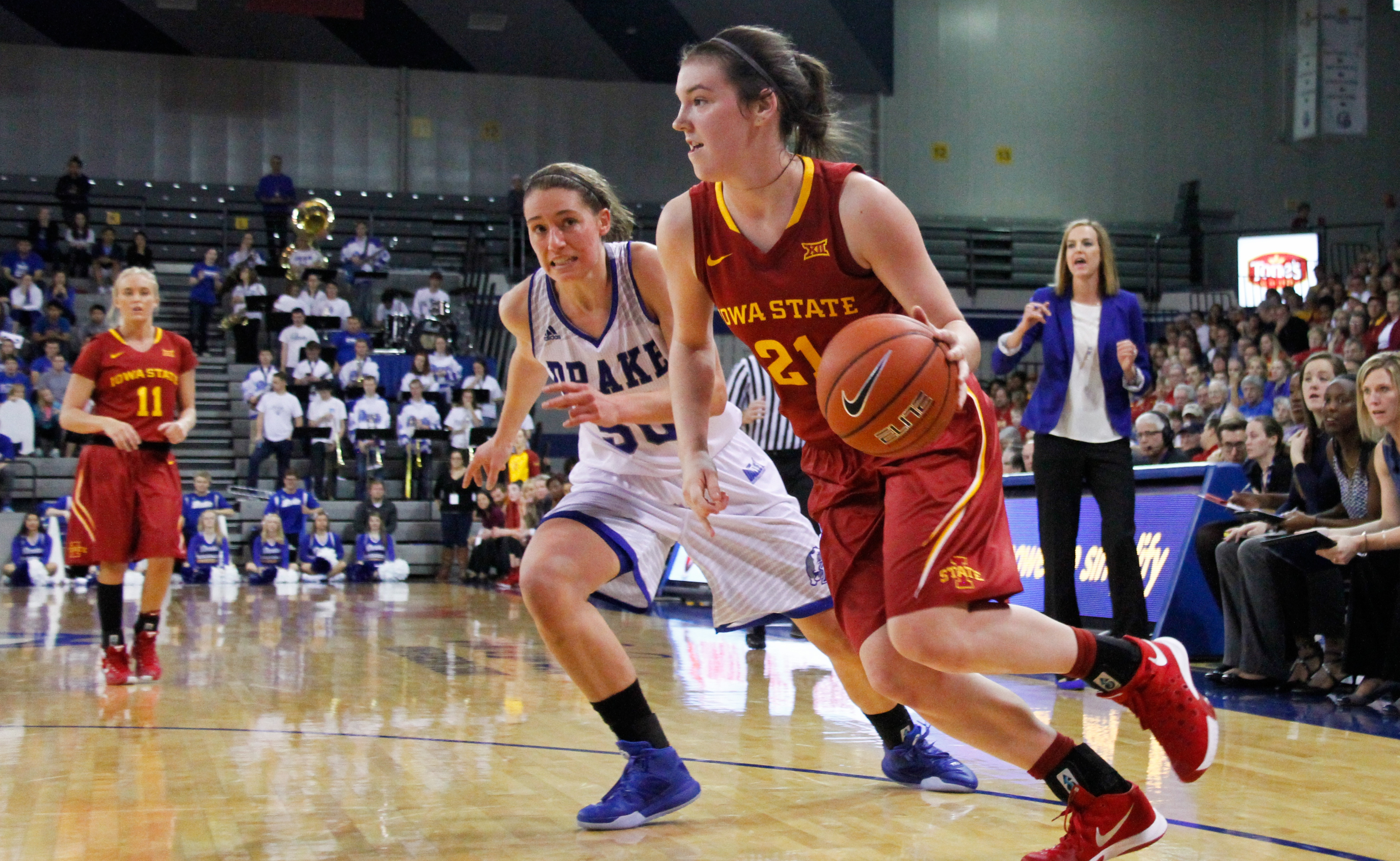
Бриджет Карлтон, 21-й номер драфта

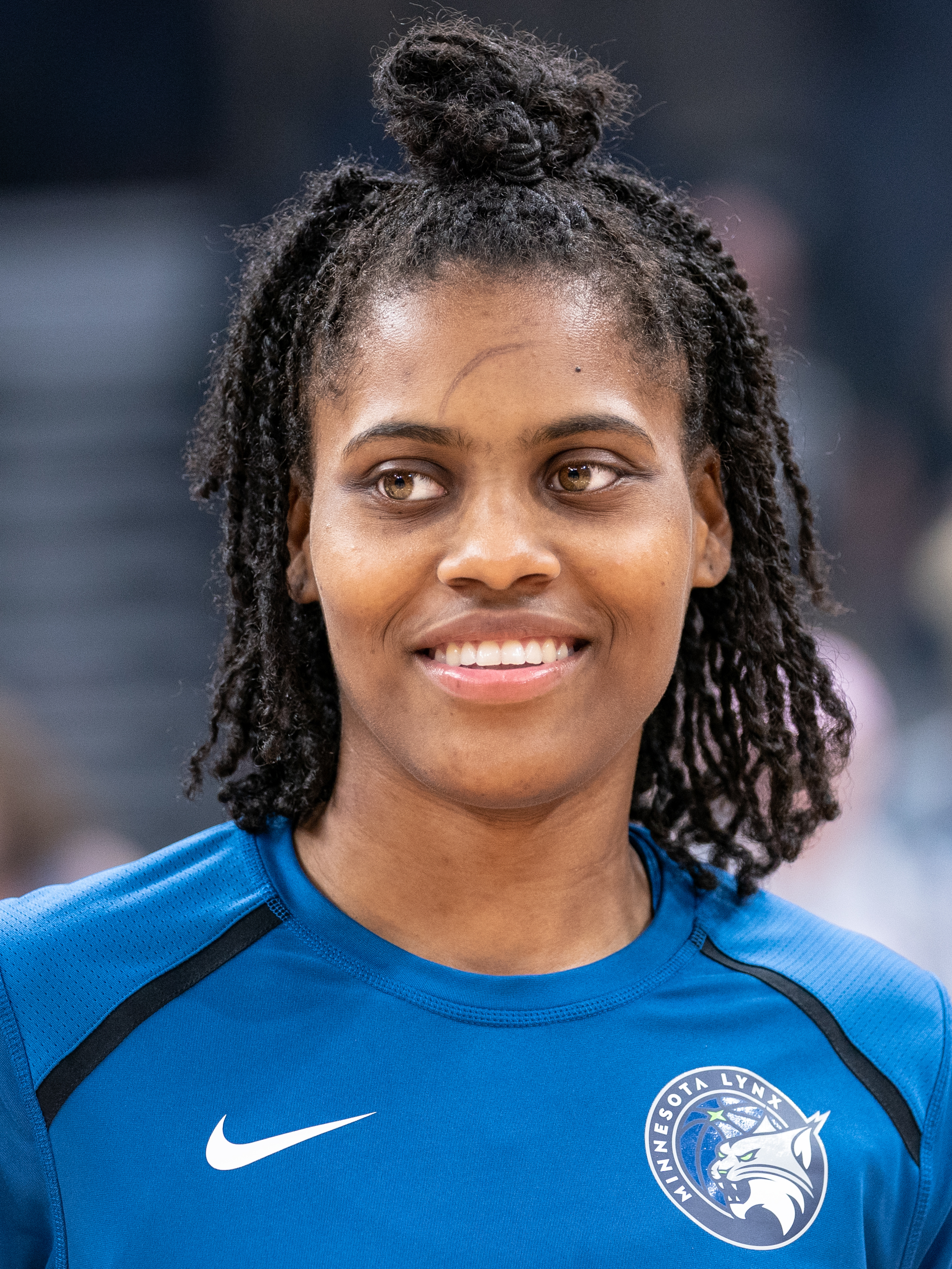
Кениша Белл, 30-й номер драфта

| Выбор | Игрок              | Позиция             | Гражданство | Команда драфта                                | Университет/ Бывшая команда         |
| ----- | ------------------ | ------------------- | ----------- | --------------------------------------------- | ----------------------------------- |
| 1     | Джеки Янг          | Защитник            | США         | Лас-Вегас Эйсес                               | Университет Нотр-Дам                |
| 2     | Эйжа Дёрр          | Защитник            | США         | Нью-Йорк Либерти                              | Луисвиллский университет            |
| 3     | Тиэра Маккоуэн     | Центровая           | США         | Индиана Фивер                                 | Университет штата Миссисипи         |
| 4     | Кэти Лу Самуэльсон | Защитник / Форвард  | США         | Чикаго Скай                                   | Университет Коннектикута            |
| 5     | Арике Огунбовале   | Защитник            | США         | Даллас Уингз                                  | Университет Нотр-Дам                |
| 6     | Нафиса Коллиер     | Форвард             | США         | Миннесота Линкс                               | Университет Коннектикута            |
| 7     | Калани Браун       | Центровая           | США         | Лос-Анджелес Спаркс                           | Бэйлорский университет              |
| 8     | Аланна Смит        | Форвард             | Австралия   | Финикс Меркури                                | Стэнфордский университет            |
| 9     | Кристин Анигве     | Центровая / Форвард | США         | Коннектикут Сан                               | Калифорнийский университет в Беркли |
| 10    | Киара Лесли        | Защитник            | США         | Вашингтон Мистикс                             | Университет штата Северная Каролина |
| 11    | Брианна Тёрнер     | Форвард             | США         | Атланта Дрим (затем продана в Финикс Меркури) | Университет Нотр-Дам                |
| 12    | Эзийода Магбигор   | Форвард             | Австралия   | Сиэтл Шторм                                   | Мельбурн Бумерс (ЖНБЛ)              |

## Второй раунд
| Выбор | Игрок           | Позиция             | Гражданство | Команда драфта                                                       | Университет/ Бывшая команда                |
| ----- | --------------- | ------------------- | ----------- | -------------------------------------------------------------------- | ------------------------------------------ |
| 13    | Софи Каннингем  | Защитник            | США         | Финикс Меркури (право выбора от Лас-Вегас Эйсес через Индиана Фивер) | Университет Миссури                        |
| 14    | Хань Сюй        | Центровая           | Китай       | Нью-Йорк Либерти                                                     | Синьцзян Мэджик Дир (ЖКБА)                 |
| 15    | Хлоя Джексон    | Защитник            | США         | Чикаго Скай                                                          | Бэйлорский университет                     |
| 16    | Джессика Шепард | Форвард / Центровая | США         | Миннесота Линкс (право выбора от Лас-Вегас Эйсес)                    | Университет Нотр-Дам                       |
| 17    | Меган Густафсон | Форвард / Центровая | США         | Даллас Уингз                                                         | Университет Айовы                          |
| 18    | Натиша Хайдман  | Защитник            | США         | Миннесота Линкс (затем продана в Коннектикут Сан)                    | Университет Маркетта                       |
| 19    | Марина Мабри    | Защитник            | США         | Лос-Анджелес Спаркс                                                  | Университет Нотр-Дам                       |
| 20    | Сиерра Диллард  | Защитник            | США         | Миннесота Линкс (право выбора от Финикс Меркури)                     | Университет штата Нью-Йорк в Буффало       |
| 21    | Бриджет Карлтон | Защитник            | Канада      | Коннектикут Сан (право выбора от Коннектикут Сан через Атланта Дрим) | Университет штата Айова                    |
| 22    | Кеннеди Берк    | Форвард / Защитник  | США         | Даллас Уингз (право выбора от Вашингтон Мистикс)                     | Калифорнийский университет в Лос-Анджелесе |
| 23    | Майте Касорла   | Защитник            | Испания     | Атланта Дрим                                                         | Орегонский университет                     |
| 24    | Анриэль Ховард  | Форвард             | США         | Сиэтл Шторм                                                          | Университет штата Миссисипи                |

## Третий раунд
| Выбор | Игрок              | Позиция   | Гражданство | Команда драфта                                  | Университет/ Бывшая команда                 |
| ----- | ------------------ | --------- | ----------- | ----------------------------------------------- | ------------------------------------------- |
| 25    | Пэрис Ки           | Защитник  | США         | Индиана Фивер                                   | Университет Северной Каролины в Чапел-Хилле |
| 26    | Меган Хафф         | Форвард   | США         | Нью-Йорк Либерти                                | Университет Юты                             |
| 27    | Мария Конде        | Форвард   | Испания     | Чикаго Скай                                     | Висла Кэн-Пак Краков                        |
| 28    | Калайя Робинсон    | Форвард   | США         | Индиана Фивер (право выбора от Лас-Вегас Эйсес) | Университет Джорджии                        |
| 29    | Морган Бертш       | Форвард   | США         | Даллас Уингз                                    | Калифорнийский университет в Дейвисе        |
| 30    | Кениша Белл        | Защитник  | США         | Миннесота Линкс                                 | Университет Миннесоты                       |
| 31    | Анхела Сальвадорес | Защитник  | Испания     | Лос-Анджелес Спаркс                             | Порта XI Энсино Луго                        |
| 32    | Арика Картер       | Защитник  | США         | Финикс Меркури                                  | Луисвиллский университет                    |
| 33    | Риган Магарити     | Форвард   | Швеция      | Коннектикут Сан                                 | Политехнический университет Виргинии        |
| 34    | Сэм Фьюринг        | Центровая | США         | Вашингтон Мистикс                               | Луисвиллский университет                    |
| 35    | Ли Юэжу            | Центровая | Китай       | Атланта Дрим                                    | Гуандун Вермилион Бёрдс (ЖКБА)              |
| 36    | Мэйси Миллер       | Защитник  | США         | Сиэтл Шторм                                     | Университет штата Южная Дакота              |